# 7794 Sanvito
7794 Sanvito este o planetă minoră (asteroid), cu un diametru de 4,558 km, din centura de asteroizi. A fost descoperită pe 15 ianuarie 1996 la stazione osservativa di Asiago Cima Ekar⁠(d) de Ulisse Munari⁠(d) și a fost numită după San Vito. 
Obiectul prezintă o orbită caracterizată de o semiaxă mare de 2,3017011 UAi, o excentricitate de 0,15, o înclinație de 5,67306 ° în raport cu ecliptica.